# 湾区最新闻
《湾区最新闻》是大湾区卫视（TVS-2/TVS-2★，原南方电视台衛星頻道）以报道粤港澳大湾区为主的新聞资讯節目，原为1994年8月28日-1999年期间广东有线广播电视台第4台都市频道播出的晚间新闻节目《新闻汇编》和2009年10月1日開播的民生时事评论节目《今日最新闻》。在2016年以前，本節目的部分記者也同時為廣東經濟科教頻道的《今日一线》節目報道；2016年后，本节目与广东广播电视台旗下所有电视新闻栏目共用新闻资源。
2022年7月29日，配合南方卫视更名为大湾区卫视，《今日最新闻》更名为《湾区最新闻》。現時该节目由魯力及符文峣主持。

## 播放時間
- 大湾区卫视：每天20:00首播，次日10:20重播。

2011年1月10日，節目擴版，節目時長由原來的30分鐘延長至45分鐘。2017年7月南方卫视改版后，该节目又取代了新闻节目《卫视新闻坊》和评论节目《讲开又讲》，本节目周一至周五的节目时长延长至55分钟。
该节目曾于2014-2017年间在珠江频道和新闻频道重播，现已取消有关安排。

## 节目主持
现任主持
- 魯力（鲁俊杰，2017年2月27日—今）：此前为珠江经济台节目主持
- 符文峣（2020年5月2日—今）：同时为广东台记者

前任主持
- 彭彭（彭維納，2009年10月1日—2020年3月31日[1]）
- 阿栋（梁栋，2009年11月—2017年2月12日）
- 梁宇（2020年4月）：《珠江新闻眼》主持，临时代班

## 節目環節
- 民生最熱點（已取消）

主體環節。以“睇片+評論”的形式，報道身邊的民生事件，關注每天的民生熱點，如市民投訴、公共事業、意外事故等。資訊真實、及時，評論尖銳、深刻。
- 今日之最（已取消）

以新聞簡訊形式播出當日焦點，在公佈“今日最爭議”投票結果前播出。
- 今日最爭議（已取消）

互動環節，發出投票議論話題，涉及市政、民生或日常生活等方面。觀眾可以將投票以及個人評論於“觸電新聞”手機客戶端發出。節目互動僅在直播時有效。節目尾聲主持人公佈投票結果，並就當日“最爭議”話題發表評論。同時節目每天會選出5位觀眾的評論，並將在下一期節目結束的同時播出，並向幸運觀眾送出禮品。
- 八秒大聲說（已取消）

在節目中段的互動環節。已在“啪啦啪啦”註冊的用戶可以拍攝一段8秒的視頻，並由主持人隨機抽出6位用戶即時現場播出其意見。
- 《澳門速遞》

2023年3月10日起開播。聚焦澳門本地時事、社會、經濟和民生等各方面新聞內容，還將通過兩地連線，評論員的短評、速評等多種形式，報道澳門最新信息，並通過抖音、視頻號等新媒體形成融媒傳播矩陣，讓《澳門速遞》成為向大灣區及全國傳遞澳門最新信息的一張名片。

## 軼事

### 违反香港电视广告守则问题
2011年2月15日，在《今日最新聞》播放時間，香港亞洲電視免費數碼轉播的南方衛視突然在畫面顯示有關節目需要停播，但沒有明確交代原因。次日亞視發出新聞稿表示節目內含有違反香港電視業務（節目及廣告）守則內規定的廣告宣傳內容，接獲廣播事務管理局裁決及指示後需要停播此節目。而香港收費電視轉播平臺now寬頻電視不受影響。
廣管局2月28日發出新聞稿指，節目片頭贊助商名稱重複在節目進行期間播放；贊助商名稱經常在熒幕下方的轉動字幕中獨立出現；以及每逢播出新聞報道員在錄影廠內報道新聞的畫面時，便會出現一台手提電腦，電腦頂蓋上貼有有關贊助商商標及其產品的提述。因此，亞洲電視違反《電視通用業務守則 – 節目標準》（《電視節目守則》）第11章第3段，以及《電視通用業務守則 – 廣告標準》（《電視廣告守則》）第8章第1段及第9章第7段的規定，有關條文禁止節目過分突出屬於商業性質的產品及服務，以及規定片頭和片尾贊助聲明的播放方式等。同年11月3日中午起亞視恢復播放今日最新聞，但用圖形覆蓋植入式廣告的部分。从2012年初开始，节目内的置入性广告已经消失，但到6月初再度出现笔记本上的置入性广告。
亞洲電視於2012年10月1日凌晨開始停止轉播南方衛視。其後，亞洲電視亦於2016年4月2日因本地免費電視牌照屆滿而停播。

### 痛批铁道部事件
彭彭主持節目以敢言著稱，其在2011年7月溫州鐵路列車追尾事故新聞節目中痛批鐵道部的片段曾被包括香港電臺《頭條新聞》、《太陽報》及《蘋果日報》在内的多家媒体引用，更有网友担心其会被“灭口”。

### 扔通稿事件
2011年10月20日，節目記者路遙遙在東山新河浦採訪違法停車場，遭車場工作人員阻止後，被“街道臨時工”瘋狂追打，先用凳扔，再用鐵架砸，並在記者離開時，突然追上且捏住記者頸部，最後記者被打至血流滿面，額頭縫了4針。
彭維納在節目中指，東山街街道辦事處當晚在节目直播之前發给电视台的媒體通稿聲稱停車場與街道無關完全是避重就輕、企圖掩蓋事實，随后“为避免（观众）气爆血管”憤而把通稿當場扔走并激动地发表了保护记者权益为主旨的演说。街道辦稱，他們經常巡查，但不知有停車場有存在。有人質疑，實際上東山街道辦和東山派出所有人參與了利益分成。另一主持人梁棟也在《南方都市報》發表文章稱，當局的通稿材料空洞，而且假話連篇。当晚的《今日一线》亦有报道有关事件。

## 外部連結
- 《今日最新闻》回看（页面存档备份，存于）
- 湾区最新闻的新浪微博